# مار (صورت فلکی)
مار (به عربی: حَیّه) از صورت‌های فلکی است.
این پیکر آسمانی از دو بخش جدا تشکیل شده است. سر و دُم این پیکر در دو طرفِ مارافسای دراز کشیده است.
صورت فلکی مار تنها صورت فلکی‌ای است که به‌صورت دو پارهٔ جدا از هم وجود دارد.
مساحت: ۶۳۷ درجهٔ مربع (۴۲۹+۲۰۸)

## ستاره‌ها
آلفای صورت فلکی مار به نام «سرِ مار» است. قدر آن ۲٫۷ و طیفش از نوع K2 III و در فاصلهٔ ۶۲ سال نوری از ما قرار دارد.

## اجرام عمقی آسمان
1. M۵
2. M۱۶ (سحابی ستون‌های آفرینش)

## صور فلکی همسایه
1. تاج شمالی
2. سپر
3. دوشیزه
4. زانوزده
5. مارافسای
6. عقاب
7. کمان

## یادداشت
1. ↑  Serpens Caput (Serpent Head)